# Ladyginia
Ladyginia es un género de plantas herbáceas perteneciente a la familia de las apiáceas.Comprende 3 especies descritas y de estas, solo 2 aceptadas.

## Taxonomía
El género fue descrito por Vladímir Ippolítovich Lipski y publicado en Trudy Imperatorskago S.-Peterburgskago Botaničeskago Sada 23: 150. 1904. La especie tipo es: Ladyginia bucharica Lipsky. 	

## Especies
A continuación se brinda un listado de las especies del género Ladyginia aceptadas hasta julio de 2013, ordenadas alfabéticamente. Para cada una se indica el nombre binomial seguido del autor, abreviado según las convenciones y usos.
- Ladyginia afghanica (Gilli) Pimenov & Kljuykov
- Ladyginia gigantea (Leute) Pimenov & Kljuykov